# La Granjuela
La Granjuela è un comune spagnolo di 510 abitanti situato nella comunità autonoma dell'Andalusia.